# Lanthaan-138
Lanthaan-138 of 138La is een langlevende radioactieve isotoop van lanthaan, een lanthanide. De abundantie op Aarde bedraagt 0,09%. Het is een primordiaal nuclide.
Lanthaan-138 ontstaat onder meer bij het radioactief verval van barium-139 en cerium-139.

## Radioactief verval
Lanthaan-138 bezit een zeer grote halveringstijd: 102 miljard jaar. Het grootste gedeelte (66,4%) vervalt naar de stabiele isotoop barium-138:
{\displaystyle {\ce {{^{138}_{57}La}->{^{138}_{56}Ba}+{e^{+}}+{\nu }_{e}}}}
De vervalenergie hiervan bedraagt 714,75 keV. 
De rest (33,6%) vervalt tot de stabiele isotoop cerium-138:
{\displaystyle \mathrm {^{138}_{\ 57}La\ \longrightarrow \ _{\ 58}^{138}Ce\ +\ e^{-}\ +\ {\bar {\nu }}_{e}} }
{\displaystyle {\ce {{^{138}_{57}La}->{^{138}_{58}Ce}+{e^{-}}+{\bar {\nu }}_{e}}}}
De vervalenergie bedraagt 1,0438 MeV.
116La · 117La · 117mLa · 118La · 119La · 120La · 121La · 122La · 123La · 124La · 124mLa · 125La · 125mLa · 126La · 126mLa · 127La · 127mLa · 128La · 128mLa · 129La · 129mLa · 130La · 131La · 131mLa · 132La · 132mLa · 133La · 134La · 135La · 136La · 136mLa · 137La · 138La · 138mLa · 139La · 140La · 141La · 142La · 143La · 144La · 145La · 146La · 146mLa · 147La · 148La · 149La · 150La · 151La · 152La · 153La · 154La · 155La · 156La